# Child.ua
«CHILD.UA» (назва за ЄДРПОУ — Асоціація міжнародних та всеукраїнських громадських організацій «Дитина»; до 2018 року — Асоціація «Соціальний захист») — українська неприбуткова громадська організація, яка об'єднала зусилля низки громадських та благодійних організацій щодо захисту прав дітей, допомоги дітям з особливими потребами, добровольчим батальйонам та сім'ям переселенців, розвитку творчої молоді.
Асоціація внесена до реєстру Національної соціальної сервісної служби України, що залучає до своєї діяльності волонтерів, в тому числі іноземців.
Заснувала і очолює організацію Євгенія Тимошенко.

## Місія та мета
Місія — підвищення стандартів та реалізація прав дітей згідно керівних вказівок та принципів конвенції ООН про права дитини.
Мета — сприяти всебічному розвитку дітей, що опинилися у важких життєвих обставинах, надавати їм можливості та навички для створення кращого майбутнього для себе та їхніх сімей.
Основні напрямки діяльності Асоціації:
- удосконалення законодавства в сфері захисту дітей;
- соціальний захист дітей та сімей, які опинились в складних життєвих обставинах;
- волонтерський рух;
- творчий розвиток дітей інтернатних закладів;[4]
- благодійність.

## Історія
Бере свій початок у 1999 році, коли розпочала свою діяльність ініціативна група  із допомоги дітям, що опинились на вулиці. У 2004 році ця ініціативна група утворила Міжнародну благодійну організацію «Погляд»
У 2011 році ВГО «Всеукраїнський центр соціальної адаптації для молоді», МГО «Назустріч Мрії» та МГО «Територія дитинства» об'єднавшись, заснували Спілку об'єднань громадян асоціації міжнародних та всеукраїнських громадських організацій «Соціальний захист». 
У лютому 2018 року відбулася зміна назви на Асоціація міжнародних та всеукраїнських громадських організацій «Дитина».
Щороку Асоціація проводить близько 30 благодійних заходів та допомагає 3000 дітей
Станом на 2022 до Асоціації входять: ГО «Планета гарячих сердець «Данко», МБФ «Життя з надлишком», МГО «Живи», МБО «Погляд», ВБО «Серце Батьківщини», МБФ «Час служити».

### Діяльність
Асоціація виступала організатором, співорганізатором, засновником та спонсором численних заходів, проєктів, конференцій, тощо, серед яких: фестиваль «Назустріч мрії», Волонтерський рух «Голос миру», «Autism Friendly Space», міжнародна конференція з проблем аутизму «Відкриваючи двері», благодійний футбольний матч «Парламентський кубок» між збірною народних депутатів та збірною журналістів України та ін.
У жовтні 2015 року Департамент економічних та соціальних міжнародних справ Організації Об'єднаних Націй акредитував Асоціацію «CHILD.UA» та вніс її в базу даних усіх акредитованих громадських організацій «Громадянське суспільство».
Восени 2018 року Асоціація співпрацювала з Фондом Реал Мадриду (некомерційною гуманітарною організацією, заснованою футбольним клубом «Реал Мадрид»), який організував в Одесі перше футбольне заняття, де українські діти мали можливість тренуватися за спеціальною методикою Фонду.
12 березня 2019 року представники асоціації передали спеціальне обладнання для Центру допомоги дітям з аутизмом.
У 2020 році композитор та піаніст Євген Хмара, спільно з Асоціацією представив альбом для дітей з аутизмом. У цьому ж році Асоціація отримала грант від Zagoriy Foundation на впровадження програми Autism Friendly Space для навчання стоматологій та перукарень роботі з людьми з аутизмом. Сума гранта становила 193 тис. грн.
Улітку 2021 року Асоціацією у співпраці з постійною комісією Київської міської ради з питань охорони здоров'я з метою забезпечення комфортного оздоровлення дітей, що потребують особливих умов, в дитячих таборах Києва було запущено пілотний інклюзивний проєкт 
У вересні 2022 році Міністерством освіти і науки України спільно з Асоціацією та іншими громадськими організаціями і державними установами для освітніх закладів були розроблені методичні рекомендації «Використання методів альтернативної та додаткової комунікації у закладах освіти».